# Crematogaster scita
Crematogaster scita är en myrart som beskrevs av Auguste-Henri Forel 1902. Crematogaster scita ingår i släktet Crematogaster och familjen myror.

## Underarter
Arten delas in i följande underarter:
- C. s. mixta
- C. s. scita